# Instructie-Bataljon
Het Instructie-Bataljon, ook bekend als de Kaderschool in Magelang, was tijdens de Japanse bezetting van Nederlands-Indië in de periode van 10 maart 1942 tot 24 april 1942 een interneringskamp. 
Magelang lag aan de weg van Semarang via Ambarawa naar Jogjakarta. Het was een grote garnizoensplaats. Het kamp was ondergebracht in de KNIL-gebouwen aan de zuid-west zijde van het Exercitieterrein. In het kampement van het Instructie Bataljon waren in maart en april 1942 drie compagnieën Landstorm uit Semarang geïnterneerd. Zij waren in Magelang in krijgsgevangenschap gegaan. Vanuit Magelang werden zij overgebracht naar het Jaarmarktterrein in Soerabaja.